# En lustig comedia vid namn Tisbe
En lustig comedia vid namn Tisbe (äldre nysvenska: En lwstigh Comoedia widh nampn Tisbe) är en teaterpjäs från 1609 eller 1610 av den svenske författaren Magnus Olai Asteropherus, rektor vid Arboga skola. Huvudhandlingen skildrar myten om Pyramus och Thisbe, känd från Ovidius' Metamorfoser, men det stora persongalleriet omfattar också figurer ur klassiska komedier samt passions- och mysteriespel.
Pjäsen är ingen direkt översättning, men Asteropherus sammanfogade motiv ur en rad befintliga verk, däribland tre tyska Tisbe-dramer, Vincentius Ladislaus av Henrik Julius av Braunschweig-Wolfenbüttel, Alkestis (Alkestis var en hjältinna i grekisk mytologi) och Hippolytos (Hippolytos var en hjälte i grekisk mytologi) av Euripides och herderomanen Euryalus och Lucretia av Enea Silvio Piccolomini. Tisbe är skriven på knittelvers. Det var ett av de sista större verken som skrevs på knittel under den tid då versmåttet var dominerande i Sverige, något det hade varit i en obruten tradition sedan 1200-talet.
Pjäsen utmärker sig med sin dramatiska sammanhållning och formuleringskonst. Det var den första svenska pjäsen som utspelar sig under antiken. Tisbe skiljer sig också från det äldre skoldramat genom att syftet inte är moralisk fostran, utan att på ett underhållande sätt öka kunskapen om antikens litteratur. Litteraturhistorikern Henrik Schück argumenterade för att Tisbe är Sveriges enda exempel på ett engelskt komediantdrama. Pjäsen hade ingen märkbar inverkan på utvecklingen av det svenska dramat. Den gavs ut i tryck 1863 av Christoffer Eichhorn. En ny utgåva trycktes 1909.

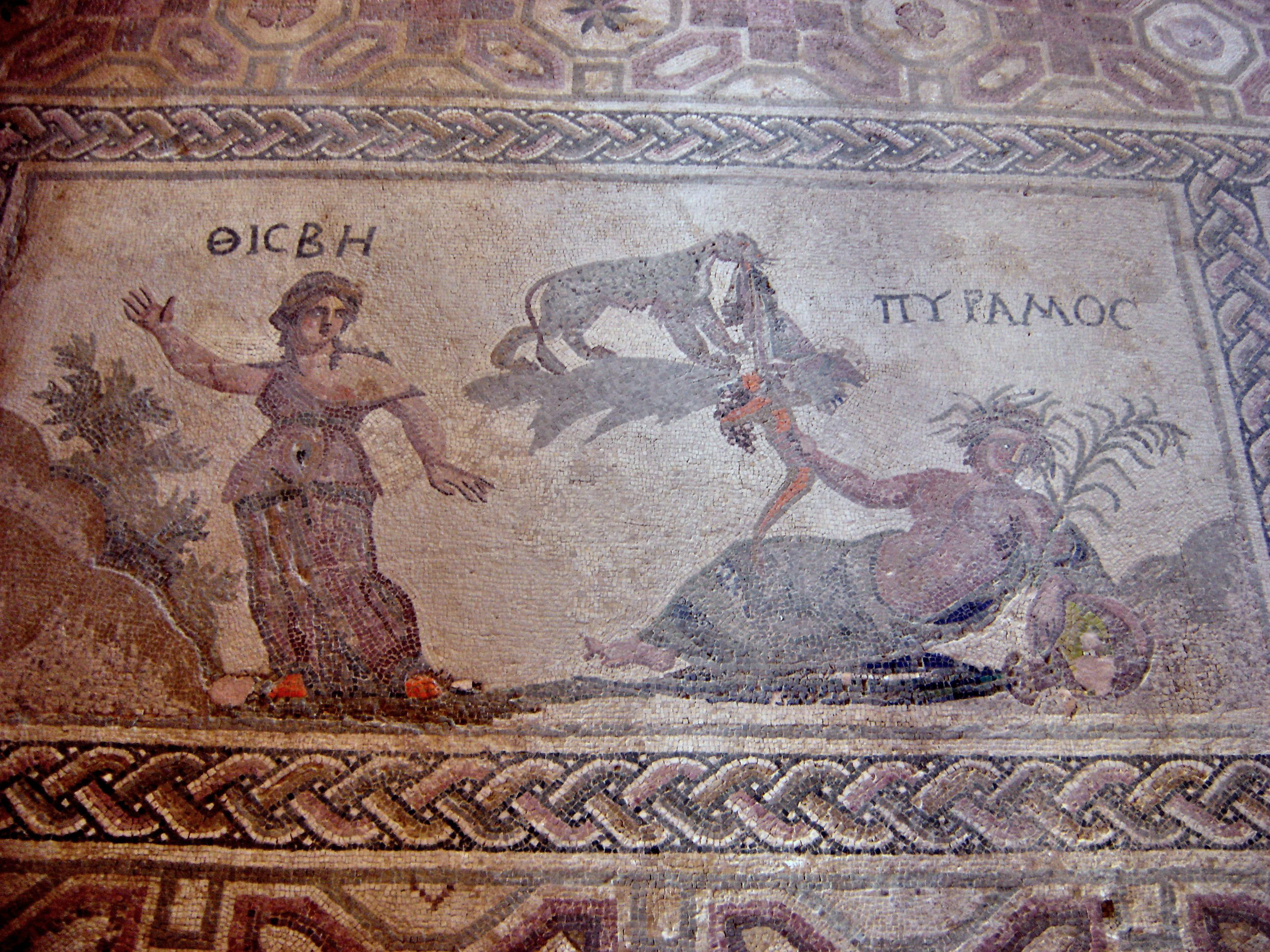
Pyramus och Tisbe, romersk mosaik i Pafos, en kuststad på sydvästra Cypern.

I Sverige förblev dramatiken knuten till skolor och universitet till långt fram på 1600-talet. Dramatiken hade en direkt pedagogisk uppgift, både då det gällde språklig och moralisk fostran. I England uppstod emellertid på 1500-talet en dramatik av en ny typ, det var det så kallade komediantdramat, som spelades av yrkesskådespelare och inte hade något direkt uppfostrande syfte. I Tyskland blev denna art av dramatik, bland annat av William Shakespeare, känd genom kringresande skådespelarsällskap. Svenskar, som då studerade i Tyskland, lärde känna denna typ av dramatik.
Efterhand fick 1600-talets skoldrama allt mer inslag av "världslig" art, erotiska konflikter och komisk-realistiska scener. Så är fallet med En lustig comedia vid namn Tisbe, som, enligt vad som framgår ovan, var författad av skolrektorn i Arboga skola och uppförd av lärjungar vid skolan 1610. Magnus Olai Asteropherus var född i Arboga, reste utrikes och studerade även botanik och medicin samt blev filosofie magister. Han prästvigdes 1603 och befordrades till rektor vid Arboga skola 1608. Han utnämndes till kyrkoherde i Västra Färnebo 1614. Skådespelet är byggt på den från Ovidius kända berättelsen om Pyramus och Thisbe och deras sorgliga kärlekssaga. Författarens syfte är inte att undervisa, bara att röra och roa. Pyramus är en tragisk hjälte i grekisk mytologi, och en av huvudpersonerna i romaren Ovidius dikt Pyramus och Thisbe i Metamorphoses. Pyramus och Thisbe är ett legendarisk babyloniskt kärlekspar vars historia återberättades av Ovidius. Thisbe är en najadnymf i grekisk mytologi. Enligt historien begick nymfen Thisbe självmord när hon hittade sin älskade Pyramus död. Denna saga behandlades med förkärlek i medeltidens dramatik, men i Sverige behandlades ämnet först på 1600-talet.